# Gilles Schnepp

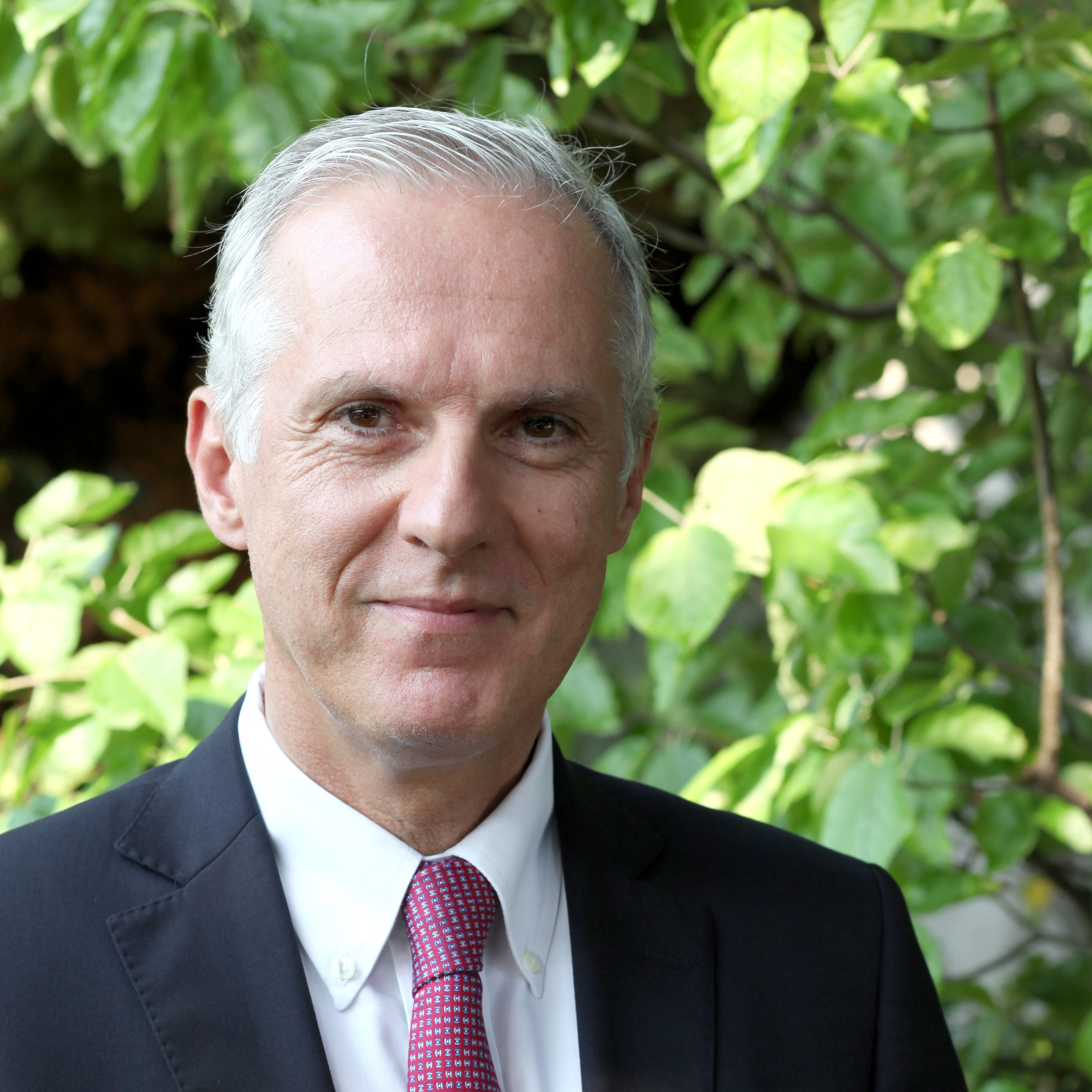

Gilles Schnepp (* 16. Oktober 1958 in Lyon) ist ein französischer Manager.
Schnepp studierte an der École des hautes études commerciales de Paris (HEC) in Paris. Nach seinem Studium war er von 1983 bis 1989 bei Merrill Lynch tätig. Er leitete von 2006 bis Februar 2018 das französische Unternehmen Legrand. Schnepp ist verheiratet und hat drei Kinder.
Gilles Schnepp ist seit 2007 Ritter der Ehrenlegion.